# 第337国民擲弾兵師団
第337国民擲弾兵師団（ドイツ語: 337. Volks-Grenadier-Division）は、ドイツ陸軍の歩兵師団である。

## 概要
1944年9月15日の陸軍総司令部（OKH）の司令により、第337歩兵師団残余と第570国民擲弾兵師団として編成されていた影師団『大ボルン（en）』（Schatten-Division Groß-Born）を基幹に急遽、編成されることになった。また、第391保安師団(391. Sicherungsdivision)から一部が編入されていた。
1945年4月15日より、ヴァイクセル軍集団の下、東部戦線における戦闘に参加している。

## 備考

### 作戦地域
| 年     | 月日 | 軍団 (Armee-Korps)                          | 軍 (Armee)        | 軍集団 (Heeresgruppe)                     | 師団本部                |
| ------ | ---- | ------------------------------------------- | ----------------- | ----------------------------------------- | ----------------------- |
| 1944年 | 9月  | -                                           | -                 | -                                         | 第2軍管区(Wehrkreis II) |
| 1944年 | 10月 | 第46軍団（XXXXVI. Armeekorps）              | 第9軍             | 中央軍集団(Heeresgruppe Mitte)            | ワルシャワ              |
| 1944年 | 12月 | 第46軍団（XXXXVI. Armeekorps）              | 第9軍             | A軍集団(Heeresgruppe A)                   | ワルシャワ南部          |
| 1945年 | 1月  | 第46軍団（XXXXVI. Armeekorps）              | 第9軍             | A軍集団(Heeresgruppe A)                   | ワルシャワ南部          |
| 1945年 | 2月  | 第23軍団（XXIII. Armeekorps）               | 第2軍（2. Armee） | ヴァイクセル軍集団(Heeresgruppe Weichsel) | 東プロイセン            |
| 1945年 | 4月  | 自由運用（陸軍総司令部直轄）（z. Vfg. OKH） | -                 | -                                         | ダンツィヒ              |

### 歴代師団長
- エーバーハルト・キンツェル中将（Generalleutnant Eberhard Kinzel） - 1944年10月

### 戦闘序列
- 第313擲弾兵連隊（Grenadier-Regiment 313）
- 第688擲弾兵連隊（Grenadier-Regiment 688）
- 第690擲弾兵連隊（Grenadier-Regiment 690）
- 第337偵察大隊（Divisions-Füsilier-Bataillon 337）
- 第337砲兵連隊（Artillerie-Regiment 337）
- 第337工兵大隊（Pionier-Bataillon 337）
- 第337野戦補充大隊（Feldersatz-Bataillon 337）
- 第337対戦車猟兵大隊（Panzerjäger-Abteilung 337）
- 第337師団附属通信大隊（Divisions-Nachrichten-Abteilung 337）
- 第337師団輸送指導部（Divisions-Nachschubführer 337）